# Ideoblothrus paraensis
Ideoblothrus paraensis är en spindeldjursart som beskrevs av Volker Mahnert 1985. Ideoblothrus paraensis ingår i släktet Ideoblothrus och familjen spinnklokrypare. Inga underarter finns listade i Catalogue of Life.